# Lirceus culveri
Lirceus culveri é uma espécie de crustáceo da família Asellidae.
É endémica dos Estados Unidos da América.